# Ariadna burchelli
Ariadna burchelli är en spindelart som först beskrevs av Henry Roughton Hogg 1900.  Ariadna burchelli ingår i släktet Ariadna och familjen sexögonspindlar.
Artens utbredningsområde är Victoria, Australien. Inga underarter finns listade i Catalogue of Life.